# Norbert Hastert
Norbert Hastert (Luxemburg-Stad, 1942) is een Luxemburgs graficus en kunstschilder,

## Leven en werk
Hastert studeerde aan kunstacademie in Trier en verdiepte zich in grafiek, lithografie aan de avondcursus van de École des Arts et Métiers in Luxemburg. 
Hastert schildert in aquarel en acyrl, zowel figuratief als abstract, en maakt zeefdrukken. Hij sloot zich aan bij de kunstenaarsvereniging Cercle Artistique de Luxembourg (CAL), en was lid en bestuurslid van het Institut Européen de l'Aquarelle (IEA). Hastert exposeert zijn werk in binnen- en buitenland, onder andere sinds 1976 bij de Salons du CAL, en solo in onder andere in Galerie Becker (1989, 1991) in Luxemburg-Stad, Slot Bettembourg (1995, 1998), Galerie Dominique Lang (1996) in Dudelange en de Old House Gallery in Straatsburg (2008).

## Enkele werken
- 1991 ontwerp serie postzegels voor Caritas Luxembourg.